# سایتو تاتسواوکی

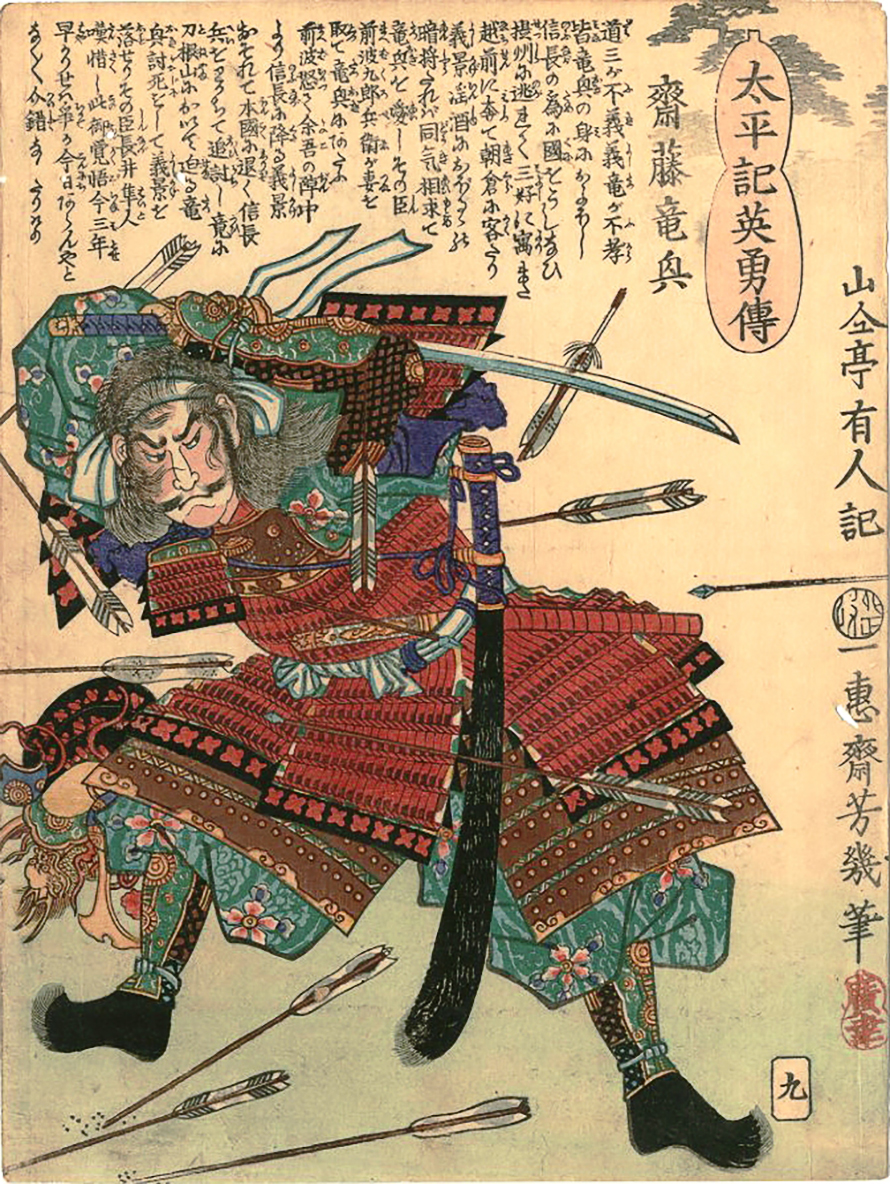
سایتو تاتسواوکی

سایتو تاتسواوکی (به ژاپنی: 斎藤 右兵衛・大筆 龍興 Saitō Uhyōe-Taihitsu Tatsuoki.Saitō Tatsuoki) (۱۵۴۸– ۱۴، اوت، ۱۵۷۳) یک دایمیو در ولایت مینو در طول دوره سنگوکو و نسل سوم از خاندان سایتو بود. او یک پسر سایتو یوشیتاتسو، و نوه سایتو دوسان بود. او همچنین برادرزاده همسر اصلی، اودا نوبوناگا بود.